# Шенк, Джозеф
Джозеф Майкл Шенк (англ. Joseph Michael Schenck, при рождении Иосиф Михайлович Шейнкер; 25 декабря 1878, Рыбинск, Ярославская губерния — 22 октября 1961, Лос-Анджелес, Калифорния) — американский кинопродюсер, пионер киноиндустрии, сыгравший ключевую роль в её развитии в Соединённых Штатах.

## Биография
Родился 25 декабря 1878 года в городе Рыбинске Ярославской губернии Российской империи (имя при рождении — Иосиф Михайлович Шейнкер), в семье еврея Хаима (Михаила) — приказчика в конторе волжского пароходства. Иосиф с родными, включая младшего брата Николая, эмигрировали в Нью-Йорк в 1893 году.
Он, а затем и его брат, попали в шоу-бизнес через концессионное управление парком развлечений в Форт-Джордже (штат Нью-Йорк). Оценив потенциал этой отрасли, братья Шенк приобрели в 1909 году парк развлечений «Палисадис», и стали участвовать в зарождении кинопромышленности в качестве партнёров Маркуса Лова, управляя сетью кинотеатров. Благодаря кинобизнесу, в 1916 году Джозеф Шенк встретился и женился на Норме Толмадж, актрисе немого кино, одной из самых молодых звёзд студии «Вайтограф». Он продюсировал её фильмы и был финансовым консультантом даже после развода в 1934 году.
Решив работать самостоятельно, Джозеф Шенк в 1917 году переехал на западное побережье, туда, где лежало будущее киноиндустрии. С 1925 года в течение нескольких лет талантливый и амбициозный Шенк был вторым президентом новой киностудии «United Artists». В 1934 году вместе с Дэррилом Ф. Зануком основал компанию «20th Century Pictures», которая затем объединилась с «Fox Film Corporation» в 1935 году, образовав корпорацию «20th Century Fox», первым президентом которой стал Джозеф Шенк, сделавшись одним из самых влиятельных людей в кинобизнесе.
Был осуждён за уклонение от уплаты подоходного налога и сидел в тюрьме, пока не был помилован. После освобождения вернулся в «20th Century Fox» и влюбился в молодую актрису по имени Мэрилин Монро, сыграв ключевую роль в развитии её карьеры.
Как один из основателей Американской Академии кинематографических искусств и наук, в 1952 году получил специальный «Оскар» в знак признания его значительного вклада в развитие киноиндустрии; его звезда на голливудской «Аллее славы» находится в 6757 квадрате.
Ушёл на пенсию в 1957 году и вскоре после перенёс инсульт, от которого до конца так и не оправился. Умер в Лос-Анджелесе 22 октября 1961 года в возрасте 82 лет и был погребён на кладбище Маймонида в Бруклине, Нью-Йорк.